# 童小鹏
童小鹏（1914年9月20日—2007年7月18日），男，福建长汀童坊乡童坊村人，中华人民共和国政治人物，早年曾任毛泽东、周恩来的秘书，后任中共中央统战部副部长、国务院副秘书长、中央党史资料征集委员会副主任（部长级待遇）

## 生平
童小鹏1930年6月参加中国工农红军，并加入中国共产党；在红四军、红一军团政治部、政治保卫局任秘书。1934年随部队参加长征；到陕北后，曾任毛泽东秘书。1936年12月，西安事变后，一直随周恩来在西安、南京、武汉、桂林、重庆等地八路军办事处负责秘书、机要工作；历任机要科科长，中共中央南方局秘书处处长，中共中央驻重庆、南京代表团副秘书长，重庆中共中央南方局副秘书长。第二次国共内战时期，曾任中共中央城市工作部、中共中央统战部秘书处处长。
中华人民共和国成立后，先后担任中共中央统战部副秘书长、秘书长；1958年，调任国务院总理办公室主任，再次跟随周恩来工作，至文化大革命开始；期间，还兼任过最高国务会议秘书、国务院副秘书长、国务院直属机关党组成员等职。文革初期，升任中共中央办公厅副主任兼秘书局局长。1967年1月，被下放干校劳动。1973年6月恢复工作，和刘友法、李金德一起负责中共中央统战部日常工作；并于1977年出任中共中央统战部副部长。后任中共中央党史资料征集委员会副主任（部长级待遇）。
童小鹏是中共第八、十一次全国代表大会代表，第二、三届全国人民代表大会代表，第五、六届全国政协常委。
2007年7月18日，童小鹏在北京病逝，享年93岁。